# RAF Catterick
Royal Air Force Catterick ou RAF Catterick est un ancien aérodrome de la Royal Air Force situé près de Catterick en Angleterre.
La station a fermé en 1994 et a été transférée à l'armée de terre britannique pour devenir Marne Barracks. Sur le plan opérationnel, elle est sous le commandement de la garnison de Catterick. La base abrite actuellement le 5th Regiment Royal Artillery (en) et le 32 Engineer Regiment (en).

## Histoire
L'aérodrome de Catterick est créé en 1914 comme base pour le Royal Flying Corps. Son rôle est alors d'accueillir la formation des pilotes britanniques et de servir à la défense de l'Angleterre du Nord-Est. Il passe sous l'administration de la RAF nouvellement crée en 1918 et abrite alors le dépôt d'entraînement no 49.
En 1927, la base passe temporairement sous l'administration de l'armée de terre, avant d'être rendue à la Royal Air Force en 1939. Elle fut massivement utilisée pendant la Seconde Guerre mondiale, notamment lors de la bataille d'Angleterre, avant d'être délaissée lors du passage aux avions à réaction, en raison de sa piste trop courte et impossible à allonger à cause de la proximité de la route A1. Elle sert essentiellement de dépôt à partir de cette période.
La base aérienne ferme officiellement le 30 juin 1994, le dépôt étant transféré à RAF Honington. Le site devient ensuite Marne Barracks et est intégré au complexe de la garnison de Catterick, véritable ville militaire abritant plus de 13000 personnes. 